# Tropidocephala signata
Tropidocephala signata är en insektsart som först beskrevs av William Lucas Distant 1912.  Tropidocephala signata ingår i släktet Tropidocephala och familjen sporrstritar. Inga underarter finns listade i Catalogue of Life.